# Meteorit Dronino
El meteorit Dronino és un meteorit de tipus metàl·lic de 40 quilograms de pes, que va ser trobar a l'óblast de Riazan, a Rússia, en el mes de juliol de l'any 2000. Es classifica com una ataxita.
El meteorit porta el nom del poble de Dronino on va ser trobat. Va ser descobert per Oleg Gus'kov, tornant a casa de recollir bolets a prop de la localitat. Es va adonar que una rovellada peça de ferro sobresortia del sòl. Va tornar l'endemà amb una pala i un carretó i se'n va emportar el meteorit a casa seva, on va romandre al jardí durant dos anys. Durant aquest temps el meteorit es va trencar en tres peces. Gus'kov va tallar una de les peces i es va adonar que efectivament era un meteorit, i va informar a diferents experts del seu descobriment. A principis de 2003, una peça va ser identificada com un meteorit a Vernad, una localitat propera. Sospitant que Gus'kov només havia trobat un fragment d'un meteorit més gran, diverses parts de cerca es van dirigir a Dronino a l'estiu de 2003 i van descobrir més de 600 fragments amb una massa total d'uns 3.000 quilograms, sent el més gran de 250 kilograms.

## Impacte
Com que no hi ha descripcions històriques sobre l'impacte del meteorit, s'estima que la caiguda s'hauria d'haver produït abans dels primers assentaments que es van formar a la regió al voltant de l'any 1200. A partir de la distribució dels fragments del meteorit, s'ha calculat que el meteorit va formar un cràter amb un diàmetre de 30 m.

## Mineralogia
El meteorit Dronino es classifica com una ataxita, on la major part del ferro meteorític és kamacita amb petites quantitats de taenita. La química de la kamacita conté un 7% de Ni i un 0,75% de Co, mentre que la taenita té 26,5% de Ni i un 0,35% de Co. Al voltant del 10% del volum del meteorit són sulfurs. Al meteorit s'hi han descrit 12 espècies minerals vàlides: akaganeïta, cromita, txukanovita, droninoïta, goethita, hibbingita, honessita, ferro, kamacita, reevesita, siderita, troilita i violarita. De totes aquestes espècies, el meteorit Dronino es considera la localitat tipus de dues a'questes, la txukanovita i la droninoïta, és a dir, que han estat descobertes en aquesta roca.